# Daga
Daga, deka – sztylet o  długiej (40–60 cm), szerokiej u nasady i zwężającej się ku sztychowi głowni. Służyła do rozdzierania kolczugi przeciwnika lub do pchnięcia w miejsca nie osłonięte zbroją. Używany w Europie Zachodniej od wczesnego średniowiecza do XVII wieku. W Polsce mało popularny.